# A Frederic Soler
A Frederic Soler es un monumento escultórico situado en la plaza del Teatro de Barcelona, en el distrito de Ciudad Vieja. Fue creado en 1906 con un diseño arquitectónico de Pedro Falqués, mientras que la parte escultórica corrió a cargo de Agustín Querol. El monumento está dedicado al dramaturgo catalán Serafí Pitarra, seudónimo de Frederic Soler i Hubert (Barcelona, 1839 - ibídem, 1895), considerado el fundador del teatro catalán. Esta obra está inscrita como Bien Cultural de Interés Local (BCIL) en el Inventario del Patrimonio Cultural catalán con el código 08019/1012.

## Historia y descripción

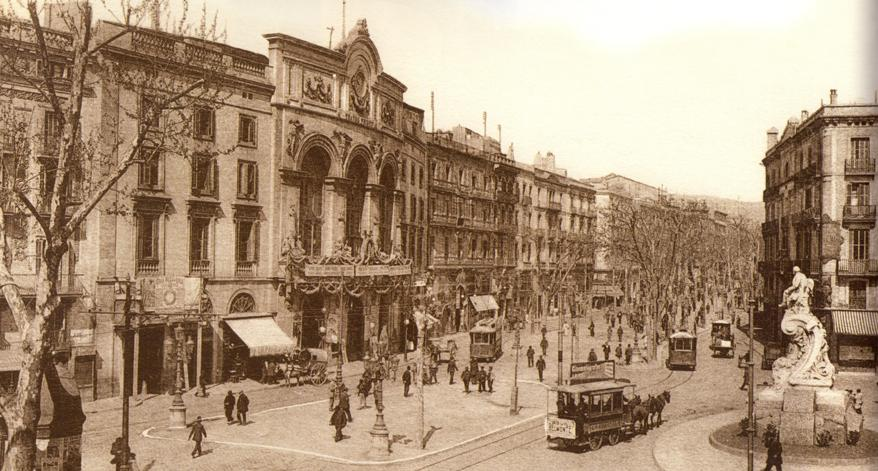
Foto histórica del monumento en la Plaza del Teatro.

El monumento se erigió en la plaza del Teatro, en la Rambla, donde antes se situaba la Fuente del Viejo, que fue trasladada al Parque de la Ciudadela y, posteriormente, a la Plaza de Sants. El proyecto surgió en 1896, poco después de la muerte del escritor, y el 16 de noviembre de 1897 comenzaron las obras, que duraron nueve años. La obra fue inaugurada el 26 de diciembre de 1906 por el alcalde Domènec Sanllehy, con la presencia de los hijos del homenajeado, Ernest y Blanca Soler de les Cases. El conjunto fue criticado por su grandilocuencia y ampulosidad, y el Ayuntamiento estuvo a punto de trasladarlo a Montjuic en 1935; pero la popularidad del autor y su relación con las artes escénicas le hicieron permanecer en su sitio hasta hoy día. Una muestra de su popularidad tuvo lugar el 23 de marzo de 1976, Día Mundial del Teatro, en que hubo una manifestación de gente disfrazada en reivindicación del proceso de transición democrática.
El monumento consta de un pedestal de piedra de Montserrat con el escudo de Barcelona, sobre el que se alza una columna de mármol blanco con forma de voluta jónica y decorada con guirnaldas, con la inscripción «A Frederich Soler (Pitarra), fundador del teatre català». Sobre esta columna se halla el personaje, sentado sobre las máscaras de la comedia y la tragedia, con la cabeza girada y actitud introspectiva, como esperando que le llegue la inspiración para ponerse a escribir, sensación que corrobora el hecho de que sostenga un papel en la mano. El estilo de la obra es modernista, más evidente en el recargado pedestal que no en la figura del dramaturgo, que es más sobria y serena, hecho que en cambio se aleja de la trayectoria habitual de Querol, más propensa al monumentalismo.